# He-Man and the Masters of the Universe (2002)
He-Man and the Masters of the Universe ist eine US-amerikanische Fantasy-Zeichentrickserie, die von 2002 bis 2003 von Mike Young Productions produziert wurde. Sie umfasst 39 Episoden in zwei Staffeln und basiert auf der Action-Figuren-Reihe Masters of the Universe von Mattel. Es ist die dritte Fernsehserie über He-Man bzw. die vierte des Masters of the Universe-Franchise insgesamt.

## Handlung
Die Serie erzählt die Geschichte des Superhelden neu. Wie bereits zuvor bedroht Skeletor den Planeten Eternia. In insgesamt 39 Episoden muss Prinz Adam das Geheimnis von Grayskull bewahren. Bei Gefahr verwandelt er sich in He-Man und stellt sich gemeinsam mit seinen Gefährten den feindlichen Mächten wie Skeletor oder King Hiss und seinen Snake Men entgegen.

## Entstehung
2002 gab Matell erneut eine begleitende Zeichentrickserie zu seiner Action-Figuren-Reihe Masters of the Universe in Auftrag, um für die Action-Figuren und deren Fahrzeuge zu werben und eine Hintergrundgeschichte zu liefern: He-Man and the Masters of the Universe – oft auch “He-Man 200x” genannt. 
Die Figur King Grayskull wurde erstmals in einer Zeichentrickserie eingeführt. 
Auch Hordak und die Evil Horde, die Hauptgegner von He-Mans Schwester She-Ra, werden im Verlauf der Serie kurz vorgestellt.

## Veröffentlichung
In Deutschland wurden alle 39 Episoden vom Privatsender RTL II von 2003 bis 2004 ausgestrahlt. 
Am 25. Oktober 2004 erschienen die ersten 13 Episoden in einer DVD-Box der Firma polyband auf dem deutschen Markt.

## Synchronisation
- Tobias Kluckert: He-Man
- Klaus Dieter Klebsch: Skeletor
- Julien Haggège: Adam
- Diana Borgwardt: Teela
- Jan Spitzer: Man-at-Arms
- Klaus Lochthove: Man-e-Faces
- Tilo Schmitz: Beast-Man
- Gerald Schaale: Orko
- Santiago Ziesmer: Kobra Khan
- Michael Pan: Mer-Man
- Wolfgang Kühne: Trap-Jaw
- Frank-Otto Schenk: Buzz-Off
- Detlef Bierstedt: Stratos
- Tom Deininger: Ram-Man
- Erich Räuker: Tri-Klops
- Norbert Langer: König Randor

## Episodenliste
Diese Liste enthält alle Episoden der Serie.

### Staffel 1
|    |      | Deutscher Titel                      | Deutsche Erstausstrahlung | Originaltitel                | US-Erstausstrahlung |
| -- | ---- | ------------------------------------ | ------------------------- | ---------------------------- | ------------------- |
| 1  | 1.01 | Wie alles begann (1)                 | 25.07.2003                | The Beginning (1)            | 16.08.2002          |
| 2  | 1.02 | Wie alles begann (2)                 | 25.07.2003                | The Beginning (2)            | 16.08.2002          |
| 3  | 1.03 | Wie alles begann (3)                 | 25.07.2003                | The Beginning (3)            | 16.08.2002          |
| 4  | 1.04 | Adam zeigt Mut                       | 28.07.2003                | The Courage of Adam          | 20.09.2002          |
| 5  | 1.05 | Ambrosia für Skeletor                | 29.07.2003                | Sky War                      | 27.09.2002          |
| 6  | 1.06 | Auf der Jagd nach dem Korditkristall | 30.07.2003                | The Deep End                 | 04.10.2002          |
| 7  | 1.07 | Duell der Magier                     | 31.07.2003                | Lessons                      | 11.10.2002          |
| 8  | 1.08 | Sirenengesang                        | 01.08.2003                | Siren’s Song                 | 18.10.2002          |
| 9  | 1.09 | Das Blut der Sorceress               | 04.08.2003                | The Ties That Bind           | 25.10.2002          |
| 10 | 1.10 | Adam, der Drachenretter              | 05.08.2003                | Dragon’s Brood               | 01.11.2002          |
| 11 | 1.11 | Der Fluch der guten Tat              | 06.08.2003                | Turnabout                    | 15.11.2002          |
| 12 | 1.12 | Mekaneks Wunsch                      | 07.08.2003                | Mekaneck’s Lament            | 15.11.2002          |
| 13 | 1.13 | Lichtscheues Gesindel                | 08.08.2003                | Night of the Shadow Beasts   | 22.11.2002          |
| 14 | 1.14 | Alles Böse kommt von unten           | 11.08.2003                | Underworld                   | 13.12.2002          |
| 15 | 1.15 | Noch böser als Skeletor              | 12.08.2003                | The Monster Within           | 27.12.2002          |
| 16 | 1.16 | Das Geheimnis von Anwat Gar          | 13.08.2003                | The Mystery of Anwat Gar     | 20.12.2002          |
| 17 | 1.17 | Ein flexibler Geist                  | 14.08.2003                | Roboto’s Gambit              | 01.03.2003          |
| 18 | 1.18 | Vertrauter Feind                     | 15.08.2003                | Trust                        | 08.03.2003          |
| 19 | 1.19 | Die Saat des Bösen                   | 18.08.2003                | Orko’s Garden                | 15.03.2003          |
| 20 | 1.20 | Was auf der Brücke geschah           | 19.08.2003                | Buzz-Off’s Pride             | 22.03.2003          |
| 21 | 1.21 | Das Geheimnis von Snake Mountain     | 20.08.2003                | Snake Pit                    | 29.03.2003          |
| 22 | 1.22 | Kleine Inselvisite                   | 21.08.2003                | The Island                   | 05.04.2003          |
| 23 | 1.23 | Die Macht des Gestanks               | 22.08.2003                | The Sweet Smell of Victory   | 12.04.2003          |
| 24 | 1.24 | Entfesselungskünstler                | 25.08.2003                | Separation                   | 19.04.2003          |
| 25 | 1.25 | Der Rat des Bösen (1)                | 26.08.2003                | The Council of Evil, Part I  | 04.10.2003          |
| 26 | 1.26 | Der Rat des Bösen (2)                | 27.08.2003                | The Council of Evil, Part II | 11.10.2003          |

### Staffel 2
|    |      | Deutscher Titel           | Deutsche Erstausstrahlung | Originaltitel             | US-Erstausstrahlung |
| -- | ---- | ------------------------- | ------------------------- | ------------------------- | ------------------- |
| 27 | 2.01 | Die Feinde meiner Feinde  | 16.08.2004                | The Last Stand            | 18.10.2003          |
| 28 | 2.02 | Orkos Angst               | 17.08.2004                | To Walk with Dragons      | 25.10.2003          |
| 29 | 2.03 | Die Mauer der Erinnerung  | 18.08.2004                | Out of the Past           | 01.11.2003          |
| 30 | 2.04 | Der Putsch (1)            | 19.08.2004                | Rise of the Snake Men (1) | 08.11.2023          |
| 31 | 2.05 | Der Putsch (2)            | 20.08.2004                | Rise of the Snake Men (2) | 15.11.2003          |
| 32 | 2.06 | Die Strafe für Verrat     | 23.08.2004                | The Price of Deceit       | 22.11.2003          |
| 33 | 2.07 | Planet ohne Strom         | 24.08.2004                | Of Machines and Men       | 29.11.2003          |
| 34 | 2.08 | Die zweite Haut           | 25.08.2004                | Second Skin               | 06.12.2003          |
| 35 | 2.09 | Die Macht von Grayskull   | 26.08.2004                | The Power of Grayskull    | 13.12.2003          |
| 36 | 2.10 | Das Netzwerk des Bösen    | 27.08.2004                | Web of Evil               | 20.12.2003          |
| 37 | 2.11 | Das Klappern der Schlange | 30.08.2004                | Rattle of the Snake       | 27.12.2003          |
| 38 | 2.12 | Der Quell der Dunkelheit  | 31.08.2004                | History                   | 03.01.2004          |
| 39 | 2.13 | Der Schlangengott erwacht | 01.09.2004                | Awaken the Serpent        | 10.01.2004          |